# Tomba Pisa
La tomba Pisa è un'antica sepoltura etrusca situata nella necropoli di Poggio Grezzano a Sovana, nel comune di Sorano.

## Storia e descrizione
La tomba Pisa è situata alle pendici di Poggio Grezzano, nella valle del torrente Calesine. È stata rinvenuta nel 1963 dall'Istituto archeologico di Pisa, da cui prende il nome.
Si tratta di una sepoltura a camera scavata nel tufo databile al III secolo a.C., che presenta nove camere comunicanti, usate da più generazioni fino almeno al I secolo a.C., come dimostrano i reperti ritrovati consistenti in ceramiche ellenistiche e manufatti in bronzo dorato.